# Off (jeu vidéo)
Pour les articles homonymes, voir Off.
Off (stylisé comme OFF) est un jeu vidéo de rôle indépendant francophone sorti en 2008 et développé par l'équipe belge Unproductive Fun Time, composée de Martin Georis (dit « Mortis Ghost ») et Alias Conrad Coldwood,. Il a suscité un engouement important pour son histoire, ses personnages et son atmosphère, en particulier après sa traduction officielle en anglais faite par un fan. L'histoire met en scène une entité humanoïde énigmatique appelée le Batteur, qui est décrite comme suivant une « mission sacrée » pour purifier le monde de Off. Le Batteur voyage à travers quatre zones étranges qui en révèlent plus au joueur sur l'univers du jeu.
Le 19 décembre 2024, la plateforme Fangamer annonce une version comprenant un nouveau système de combat et du contenu secret en plus, sortant en 2025 sur Nintendo Switch et Steam et disponible à la précommande sur leur plateforme. Deux éditions physiques peuvent aussi être précommandées, dont une édition Collector comprenant une figurine du Batteur, des cartes décorées, et une bande dessinée nommée OF, préquelle du jeu. La bande son de cette nouvelle version est composée par Morusque, ainsi que Toby Fox s'associant avec le compositeur japonais Camellia pour remplacer les musiques de Coldwood.

## Système de jeu
Le système de jeu de OFF est celui d'un RPG classique composé d'éléments habituel, tels que l'acquisition de niveaux, de nouveaux membres d'équipe à recruter et l'accent mis sur l'amélioration des statistiques du joueurs (comme son attaque et sa défense par exemple). Des « capacités spéciales » remplacent les « compétences » habituelles. Une option permet de rendre les combats automatiques. Le système de combat dispose aussi d'un système d'éléments originaux. Chaque attaque correspond à un élément et certains ennemis sont vulnérables ou résistants auxdits éléments. Ces éléments sont la fumée, le métal, le plastique, la viande et le sucre.
Les niveaux du jeu, appelés « zones », sont complètement séparés les uns des autres et y accéder nécessite une carte Zodiac qui peut être acquise auprès du gardien de la zone précédente. Il y a en tout trois zones à explorer sans compter la zone 0 qui est une sorte de tutoriel et la Chambre, une zone spéciale incluant flashbacks, possibilité de corrompre les fichiers du jeu et deux fins différentes.
Le jeu propose également de nombreuses énigmes telles que des puzzles impliquant l'interaction avec des blocs dans un certain ordre, tromper un gardien de sécurité en se faisant passer pour un ami de son patron afin de passer ou baisser des leviers tout en évitant de rencontrer des ennemis comme les nombreux spectres qui hantent les zones. Chaque zone propose une variante de gameplay, se concentrant sur un certain type de casse-tête. Parfois, comme dans le cas de la zone 0, en utilisant qu'un seul type de casse-tête (puzzles avec des blocs).

## Synopsis
Après avoir donné son nom, le joueur prend le contrôle du Batteur, un homme en uniforme de baseball qui suit une mission sacrée pour « purifier le monde. » Après avoir reçu les conseils d'un chat qui parle appelé « le Juge », le Batteur commence à faire son chemin à travers les zones, afin de vaincre les Gardiens de chacune d'entre elles. Au fur et à mesure de progression du Batteur, il est finalement révélé que les zones sont liées à la vie de leurs Gardiens et que la mort de ces derniers anéantit toute vie au sein d'elles. Cette quête d'anéantissement est supposément le véritable objectif du Batteur. Il finit par atteindre une zone appelée la Chambre et fait face à la Reine, maîtresse de toutes les zones. Elle le réprimande pour la destruction qu'il a causé et l'attaque mais est finalement vaincue.
Après la défaite de la Reine, le Batteur rencontre et tue Hugo, l'enfant qui les avait invoqués lui et la Reine. Le Batteur trouve alors un interrupteur qui va lui permettre de terminer sa purification du monde mais est confronté au Juge. Ce dernier reproche à la fois au Batteur et au joueur de l'avoir trompé et d'avoir détruit les zones. Il demande alors au joueur de se retourner contre le Batteur afin de l'aider à le vaincre. Choisir le camp du Batteur permet de vaincre le Juge et donne la possibilité au Batteur d'actionner l'interrupteur afin de purifier le monde. Choisir le camp du Juge permet de battre le Batteur pour l'arrêter ; le Juge est aigri par la destruction des zones mais maintient que ce résultat est encore préférable à la victoire du Batteur. Par la suite, le Juge est vu pour une dernière fois marchant à travers les zones maintenant purifiées.

## Développement
Mortis Ghost cite Killer7, Final Fantasy, et Myst comme ses inspirations pour Off.

## Accueil
Off a été salué pour son histoire, ses personnages et son atmosphère. Heidi Kemps de PC Gamer l'a décrit comme « un RPG mémorable et envoûtant, rempli de puzzles difficiles, bizarre, symboliques, avec des thématiques difficiles ». Adam Smith de Rock, Paper, Shotgun l'a comparé à Space Funeral.
Une large communauté de fans du jeu s'est développée sur Tumblr. Off est devenu le sixième jeu le plus reblogué de l'année 2008, les cinq premiers étant des jeux AAA. Off a été comparé à la série Mother, bien que Mortis Ghost ait déclaré que la ressemblance était fortuite.